# Diocese de Wau
A Diocese de Wau (Latim: Vavensis) é uma diocese localizada na cidade de Wau pertencente á arquidiocese de Juba no Sudão do Sul. Foi fundada em 30 de maio de 1913 como  Prefeitura Apostólica de Bahr el-Ghazal, sendo que somente em 12 de dezembro de 1974 foi elevada a categoria de diocese.  Em 2014 a diocese contava com aproximadamente 4 milhões de habitantes sendo que 2,8 milhões eram batizados. 

## História
- 30 de maio de 1913 - Estabelecido como Prefeitura Apostólica de Bahr el-Ghazal
- 13 de junho de 1917 -   Promovido como Vicariato Apostólico de Bahr el-Ghazal
- 26 de maio de 1961 - Renomeado como Vicariato Apostólico de Wau
- 12 de dezembro de 1974 - Promovido como Diocese de Wau

## Lista de bispos
Esses são os bispos da diocese desde sua fundação em  1913 ainda como Prefeitura Apostólica de Bahr el-Ghazal. 

### Prefeitura Apostólica de Bahr el-Ghazal
- Dom Antonio Stoppani – 30/05/1913 – 13/06/1917

### Vicariato Apostólico de Bahr el-Ghazal
- Dom Antonio Stoppani – 13/06/1917 – 1933
- Dom Rodolfo Orler – 11/12/1933 – 19/07/1946
- Dom Edoardo Mason – 08/05/1947 – 10/05/1960
- Dom Irineus Wien Dup – 10/05/1960 – 26/05/1961

### Vicariato Apostólico de Wau
- Dom Irineus Wien Dup – 26/05/1961 – 12/12/1974

### Diocese de Wau
- Dom  Gabriel Zubeir Wako – 12/12/1974 – 30/10/1979
- Dom Joseph Bilal Nyekindi – 24/10/1980 - 02/11/1995
- Dom Rudolf Deng Majak – 02/11/1995 – 06/03/2017
- Dom Matthew Remijio Adam Gbitiku, MCCJ – desde 2020